# Staro Momčilovo
Staro Momčilovo (en serbe cyrillique : Старо Момчилово) est un village de Serbie situé dans la municipalité de Žitorađa, district de Toplica. Au recensement de 2011, il comptait 122 habitants.

## Démographie
| 1948 | 1953 | 1961 | 1971 | 1981 | 1991 | 2002 | 2011 |
| ---- | ---- | ---- | ---- | ---- | ---- | ---- | ---- |
| 119  | 130  | 119  | 556  | 445  | 329  | 216  | 122  |

|  |